# 延遲性過敏反應
延遲性過敏反應（Delayed type hypersensitivity），又稱第四型過敏反應（Type IV hypersensitivity），為一種細胞媒介反應。發病機制是人體對食物中抗原物質產生的免疫反應所致。延遲性過敏反應的發生率很高，據統計，45%的人群會對某一種或幾種食物產生反應。這種過敏反應發病緩慢，又稱為隱藏性過敏；一般於進食致敏食物後24小時後或數日後出現症狀，因此延遲性過敏的自我診斷相當困難。延遲性過敏反應可於人的各個年齡階段出現。
輔助T細胞會辨識第二型MHC分子中的抗原。此反應中的抗原呈現細胞為巨噬細胞，巨噬細胞會分泌IL-12會刺激Th1細胞增生。而輔助T細胞則會分泌IL-2和干擾素-γ。因此誘導產生更多Th1細胞因子。此時細胞毒性T細胞會被活化，刺激摧毀目標細胞，同時巨噬細胞會釋放水解酶，在表面呈現胞內抗原，並形成多核巨细胞。
延遲性過敏的其一成因是身體缺乏某些酵素以消化某些特定的食物蛋白質。這些未被人體完全消化的食物大分子，進入血管後，被免疫系統錯識別為外來物質，激發免疫反應的發生。
延遲性過敏是現時世界各國的科研熱點，大部分針對延遲性過敏反應的醫學研究均以ELISA方法去量度病患者血液中的IgG濃度作為研究的基礎。

## 常見症狀
大部份都市病和長期病，都可能與延遲性過敏有關。而身體部位受到影響，取決於個人遺傳基因和身體特質，因此過敏症的徵狀多種多樣，因人而異。
- 消化：長期腹瀉、腸胃脤氣、便秘、打嗝作嘔、嘔吐[3]
- 呼吸：過敏性鼻炎、氣喘、鼻竇炎、呼吸道不暢通、長期咳嗽
- 皮膚：濕疹、蕁麻疹、紅疹、毛囊發炎、皮膚乾燥[4]
- 耳朵和眼睛：眼睛發癢、耳鳴、中耳積水
- 其他：頭痛、頭暈、長期疲勞、肥胖、全身水腫

## 與發炎反應的關係
免疫系統是由淋巴組織、白血球和抗體組成的複雜網絡，是身體對抗細菌、病毒及毒素的防衛系統。
延遲性過敏的徵狀不一，但大多是身體炎症的結果，是其中一種免疫反應。免疫系統主要負責防禦「抗原」(Antigen)。抗原包括入侵的細菌、消化不完全的食物、體內突變的細胞和毒素等。當抗原進入身體，免疫系統就會受到刺激，繼而引發連串免疫反應，最終將有害的抗原吞噬分解。這些反應是由細胞激素或細胞因子（Cytokines）等各種介質（Mediators）所控制。這些細胞激素會召集大量白血球到受損或受毒害的部位，以對抗侵入物或任何產生突變的細胞，並清理受損的組織。此時，發炎部位就會出現局部的紅、腫、熱、痛現象。因此，炎症就正正是身體受傷後所發出的警號。
大量的細胞激素，除了會讓受傷部位發炎外，它亦會透過循環系統，引發全身性發炎，最後導致各種症狀，例如：皮膚發炎出疹、腸絞痛、關節及肌肉疼痛、全身水腫、中耳炎、鼻竇炎等。而長期發炎是引發重病的根源，在很多退行性疾病的形成中，扮演著非常重要的角色。

## 檢測方法

### 皮膚點刺測試(Skin Prick Test)
把食物蛋白質滴在皮膚上，再用特製小針在該位置上輕刺一下。如果測試者對某種食物過敏，被點刺的皮膚部位在短時間內會出現紅、腫、熱、痛、癢等症狀，故測試者很快就可以知道結果。這種測試需要在完整的皮膚上進行，因而不適合患有濕疹的人士。而這種測試，主要針對即時性過敏反應，並未能反映患者的延遲性過敏反應。這種測試存在一定風險，因為對患者來說，即使少量食物蛋白質，都可能會引起劇烈的過敏反應。

### 皮膚貼布測試(Skin Patch Test)
原理跟上述的皮膚點刺測試類似，做法是將食物蛋白質貼在皮膚上最少二十四小時，並觀察測試者皮膚上的紅腫反應。由於測試於皮膚上進行，因而不適宜皮膚有傷口的人採用。這種測試能檢測出即時性過敏反應，但就未能反映患者的延遲性過敏反應。

### 酶聯免疫吸附試驗(ELISA)
透過量度血液中的抗體水平，同時檢驗出即時性(IgE抗體引致)和延遲性(IgG或IgA抗體引致)的過敏反應。化驗人員從血液樣本中取得血清，再把血清注入不同的反應槽。而每個反應槽各覆蓋著一種待測食物過敏原。如果樣本內的抗體對某種致敏原產生反應，抗體就會在反應槽與該致敏原結合成複合體，配合酵素呈色反應，形成特殊的顏色。化驗所會利用光學密度分析儀(Optical Density Reader)測量顏色深淺度。所顯示的顏色越深，代表抗體與致敏原複合體越多，即是抗體對該食物致敏原的活性越強。部分化驗所會作二次重複性化驗作為確認(Duplicate Testing)，以確保測試結果準確。雖然如此，ELISA程序亦有其局限性，受測者如未曾進食致敏食物，有機會未能驗出對該種食物過敏。另外，如受測者在測試前曾服用或注射類固醇藥物，亦會影響測試結果。
根據食物IgG陽性結果並戒食致敏食物後，患者症狀會明顯得到改善。研究亦指出食物IgG抗體檢測是篩查食物過敏疾病的其中一個可靠方法，對過敏性皮炎的診治及預防有重要的作用。

### 螢光鏈結免疫吸附陣列 (FLISA)
隨生物晶片法技術的發展，2004年開始利用蛋白質晶片的方式檢測食物不耐受，可同時檢測IgE與IgG二種抗體的含量與比例。我們稱這種方式叫做Fluoro-Linked Immunosorbent Array，簡稱FLISA。醫師只要抽取0.2ml的全血就可以同時檢測60種以上的過敏原特異性IgE與IgG抗體，相較於傳統的做法必須分二次做實驗，減少了時間與人力的耗損。 由於過敏早期的病患體內抗體含量低，傳統的血清學方式常常檢測不到，無法起到早期避免接觸，與預防病況惡化的作用，而FLISA的平台結合晶片法與螢光法，提升了檢測的靈敏度，及在抗體產生的初期就能檢測出，提醒病患與醫師改變生活與飲食作息，達到並免過敏惡化的作用。

## 處理及避免方法
戒口、食物更替及安全進食是處理延遲性過敏的重要方法。而食物更替法的重點在於均衡飲食。因此，要預防患上食物過敏，就盡量不要在一天內進食不同食物，盡量保持簡單；但同時每天要吃不同種類食物，讓飲食內容多作變化。
要達到食物更替法的最佳效果，可利用食物過敏測試的結果作為參考。如果對某種食物輕度過敏，最理想是隔七天才吃一次，三個月後可改為四天吃一次。而中度和重度過敏的食物，最好是戒食六至九個月。而戒口期的長短，要視乎過敏反應的嚴重程度，以及個人戒口情況是否徹底。戒口期完成後，可因應身體情況，將致敏食物再次引入飲食當中。由於食物對身體影響大約會維持四天，因此可先在膳食中剔除過敏食物，然後再進行以四天為一單位的食物更替；重點是注意進食的份量及次數，不要在短時間內大量進食同一種食物。

## 常與過敏反應混淆的反應

### 食物不耐症
食物不耐症是指腸道缺乏某種酵素，無法分解部份食物的特殊物質，又或是身體受食物中某些物質直接刺激身體。與食物過敏的最大分別，在於其反應並不涉及免疫系統。
常見的例子是乳糖不耐症。乳糖是牛奶的主要成份之一，需經過乳糖酶分解成半乳糖和葡萄糖，才能被小腸吸收。缺乏乳糖酶的人喝牛奶或乳製品後可能會有腸胃不舒服、腹脹、放屁、胃痛或腹瀉等症狀。

### 藥理性的食物不耐症(Pharmacological Food Intolerance)
食物中某些成分，如組織胺（Histamine）、血清素（Serotonin）、酪胺（Tyramine）等，都會引起類似過敏的反應。部份人吃過海鮮後會全身發癢、出疹，甚至連臉部都腫起來，但這些人未必是對海鮮過敏。這種情況很有可能是因為海鮮開始腐壞而產生過多組織胺，吃下這些不新鮮的海鮮後，會產生類似過敏的反應。除此之外，芝士和啤酒都含有酪胺或組織胺，過量攝取這些物質，有機會引起頭痛、流鼻水等症狀。

## 資料來源
1. 1 2  王萍, 李會強, 陳寅, 李韶深. 天津地區食物過敏患者sIgG檢測結果分析. 2011.7(7), 580-581
2. ↑  王桂良(2003)：《別把吃毒當吃補 – 談食物過敏》，第48頁，台北：時周文化。
3. ↑  廖春盛, 戴小波, 溫小平.440例患者食物過敏原特異性IgG抗體濃度分析[J]檢驗醫學與臨床，2011, 6(8): 1297
4. ↑  廖春盛、戴小波、溫小平：440例患者食物過敏原特異性IgG抗體濃度分析，檢驗醫學與臨床，2011年,6 (8)11:1298
5. ↑  生物保健科技(香港)：《是食物惹的禍嗎？-認識食物過敏帶來的問題》，第16頁，香港：生物保健科技(香港)。
6. ↑  Raymond M. Suen, Chris Meletis. (2003). Are the foods you eat making you sick?. Seattle, 53-58.
7. ↑  歐陽文獻,游潔玉, 段柏萍, 陳昌斌, 食物特異性IgG抗體檢測在兒童慢性腹瀉中的應用價值. 2008.2(10)1: 23